# 宇都宮日建工科専門学校
宇都宮日建工科専門学校（うつのみやにっけんこうかせんもんがっこう）は、建築に関する私立専修学校。建築士試験受験資格認定校。学校法人日建学園が運営。